# Diogmites bellardi
Diogmites bellardi là một loài ruồi trong họ Asilidae. Diogmites bellardi được Bromley miêu tả năm 1929. Loài này phân bố ở vùng Tân nhiệt đới.